# Zbigniew Starnowski

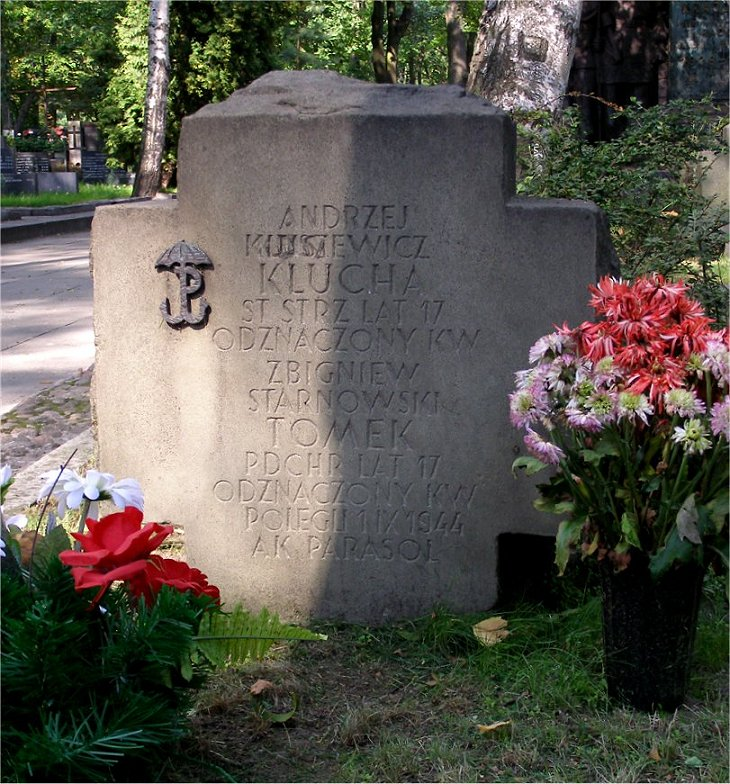
Grób na Powązkach Wojskowych

Zbigniew Starnowski ps. Tomek (ur. 10 września 1927 w Stawiszynie, zm. 1 września 1944 w Warszawie) – kapral podchorąży, żołnierz III kompanii batalionu „Parasol” Armii Krajowej, powstaniec warszawski. Syn Juliana.
Zginął 1 września 1944 podczas walk powstańczych. Miał 17 lat. Pochowany na Powązkach Wojskowych w kwaterach żołnierzy batalionu „Parasol”, wraz z Andrzejem Klusiewiczem (ps. „Klucha”), poległym tego samego dnia (kwatera A24-10-26).
Odznaczony Krzyżem Walecznych.